# Alpine Ski-Juniorenweltmeisterschaften 1997
Die 16. Alpinen Ski-Juniorenweltmeisterschaften fanden vom 26. Februar bis 1. März 1997 in Schladming im österreichischen Bundesland Steiermark statt.

## Männer

### Abfahrt
| Platz | Land | Sportler            | Zeit (min) |
| ----- | ---- | ------------------- | ---------- |
| 1     | ITA  | Matteo Berbenni     | 1:32,21    |
| 2     | SUI  | Silvano Beltrametti | 1:32,42    |
| 3     | NOR  | Andreas Damstuen    | 1:32,68    |
| 4     | AUT  | Andreas Buder       | 1:33,04    |
| 5     | AUT  | Marco Perger        | 1:33,21    |
| 6     | AUT  | Harald Pachner      | 1:33,36    |

Datum: 26. Februar

### Super-G
| Platz | Land | Sportler            | Zeit (min) |
| ----- | ---- | ------------------- | ---------- |
| 1     | AUT  | Martin Stocker      | 1:14,96    |
| 2     | AUT  | Harald Pachner      | 1:15,05    |
| 3     | SWE  | Markus Larsson      | 1:15,08    |
| 4     | NOR  | Sondre Elvestad     | 1:15,20    |
| 5     | SUI  | Silvano Beltrametti | 1:15,26    |
| 6     | FRA  | Benoît Jacqmin      | 1:15,27    |

Datum: 27. Februar

### Riesenslalom
| Platz | Land | Sportler       | Zeit (min) |
| ----- | ---- | -------------- | ---------- |
| 1     | AUT  | Benjamin Raich | 2:00,57    |
| 2     | ITA  | Patrick Thaler | 2:00,98    |
| 3     | SWE  | Markus Larsson | 2:01,95    |
| 4     | GER  | Florian Eckert | 2:02,48    |
| 5     | SLO  | Mitja Valenčič | 2:02,53    |
| 6     | SWE  | Gustav Lindner | 2:03,43    |

Datum: 28. Februar

### Slalom
| Platz | Land | Sportler         | Zeit (min) |
| ----- | ---- | ---------------- | ---------- |
| 1     | SLO  | Mitja Dragšič    | 1:34,80    |
| 2     | AUT  | Martin Stocker   | 1:35,16    |
| 3     | GER  | Florian Eckert   | 1:35,17    |
| 4     | SWE  | Markus Larsson   | 1:35,25    |
| 5     | FRA  | Yannick Favières | 1:37,43    |
| 6     | AUT  | Pierre Egger     | 1:38,60    |

Datum: 1. März

### Kombination
| Platz | Land | Sportler       | Punkte |
| ----- | ---- | -------------- | ------ |
| 1     | SWE  | Markus Larsson | 48,87  |
| 2     | AUT  | Pierre Egger   | 78,33  |
| 3     | CRO  | Ivica Kostelić | 97,98  |

Datum: 26. Februar/1. März
Die Kombination bestand aus der Addition der Ergebnisse aus Abfahrt, Riesenslalom und Slalom.

## Frauen

### Abfahrt
| Platz | Land | Sportlerin          | Zeit (min) |
| ----- | ---- | ------------------- | ---------- |
| 1     | GER  | Monika Bergmann     | 1:37,45    |
| 2     | AUT  | Karin Blaser        | 1:38,02    |
| 3     | SUI  | Nadia Styger        | 1:38,29    |
| 4     | AUT  | Kerstin Reisenhofer | 1:38,30    |
| 5     | AUT  | Karin Truppe        | 1:39,02    |
| 6     | ITA  | Antonella Marquis   | 1:39,05    |

Datum: 26. Februar

### Super-G
| Platz | Land | Sportlerin       | Zeit (min) |
| ----- | ---- | ---------------- | ---------- |
| 1     | ITA  | Karen Putzer     | 1:19,96    |
| 2     | AUT  | Karin Blaser     | 1:20,69    |
| 3     | FIN  | Tanja Poutiainen | 1:21,52    |
| 4     | USA  | Jonna Mendes     | 1:21,70    |
| 5     | USA  | Tatum Skoglund   | 1:21,98    |
| 6     | CAN  | Britt Janyk      | 1:22,05    |

Datum: 27. Februar

### Riesenslalom
| Platz | Land | Sportlerin        | Zeit (min) |
| ----- | ---- | ----------------- | ---------- |
| 1     | ITA  | Karen Putzer      | 1:56,62    |
| 2     | FRA  | Ingrid Jacquemod  | 1:58,92    |
| 3     | ITA  | Antonella Marquis | 1:59,50    |
| 4     | CAN  | Allison Forsyth   | 1:59,67    |
| 5     | FIN  | Tanja Poutiainen  | 1:59,97    |
| 6     | AUT  | Martina Lechner   | 2:00,01    |

Datum: 1. März

### Slalom
| Platz | Land | Sportlerin       | Zeit (min) |
| ----- | ---- | ---------------- | ---------- |
| 1     | FIN  | Tanja Poutiainen | 1:38,88    |
| 2     | USA  | Sarah Schleper   | 1:39,70    |
| 3     | FIN  | Pia Käyhkö       | 1:39,92    |
| 4     | GER  | Stefanie Wolf    | 1:40,40    |
| 5     | NOR  | Bente Giljarhus  | 1:40,47    |
| 6     | FRA  | Céline Martin    | 1:41,46    |

Datum: 28. Februar

### Kombination
| Platz | Land | Sportlerin      | Punkte |
| ----- | ---- | --------------- | ------ |
| 1     | ITA  | Karen Putzer    | 62,32  |
| 2     | AUT  | Martina Lechner | 77,28  |
| 3     | SLO  | Dalia Lorbek    | 98,47  |

Datum: 26. Februar/1. März
Die Kombination bestand aus der Addition der Ergebnisse aus Abfahrt, Riesenslalom und Slalom.

## Medaillenspiegel
| Platz | Land               | Gold | Silber | Bronze | Gesamt |
| ----- | ------------------ | ---- | ------ | ------ | ------ |
| 1     | Italien            | 4    | 1      | 1      | 6      |
| 2     | Österreich         | 2    | 6      | –      | 8      |
| 3     | Finnland           | 1    | –      | 2      | 3      |
| 3     | Schweden           | 1    | –      | 2      | 3      |
| 5     | Deutschland        | 1    | –      | 1      | 2      |
|       | Slowenien          | 1    | –      | 1      | 2      |
| 7     | Schweiz            | –    | 1      | 1      | 2      |
| 8     | Frankreich         | –    | 1      | –      | 1      |
| 8     | Vereinigte Staaten | –    | 1      | –      | 1      |
| 10    | Kroatien           | –    | –      | 1      | 1      |
| 10    | Norwegen           | –    | –      | 1      | 1      |